# Зетьово (Бургаська область)
Зе́тьово (болг. Зетьово) — село в Бургаській області Болгарії. Входить до складу громади Айтос.

## Населення
За даними перепису населення 2011 року у селі проживали 219 осіб, з них 216 осіб (98,6%) — турки.
Розподіл населення за віком у 2011 році:
Динаміка населення: